# 埔鹽順澤宮
埔鹽順澤宮，台灣彰化縣埔鹽鄉廟宇，主祀玄天上帝，俗稱「帝爺公」（上帝公），埔鹽村居民的信仰中心。
2019年9月8日，挪威鐵人三項選手古斯塔夫·伊登因頭戴印有「埔鹽順澤宮」的帽子參加世界半程鐵人三項錦標賽，賽事尾聲伊登抵達終點，振臂高呼的戴帽形象透過媒體大舉傳播，埔鹽順澤宮於是在台灣聲名大噪。

## 沿革
埔鹽順澤宮最初的名稱不詳，相傳開基於臺灣清治時期的雍正年間，埔鹽庄有居民陳氏者親赴湖北武當山，恭請玄天上帝金身渡海來台（与福建泉州南安莲塘村顺泽宫有渊源）。奉迎來埔鹽庄後，居民採行「爐主制度」，意即將玄天上帝金身安奉信眾住家中輪流奉侍，約莫於百年之前將民宅改建成宮廟，正式定名為「順澤宮」，此乃建廟之淵源。
陳姓宗族幾經數載寒暑、子孫繁衍，陸續有遷居至溪湖鎮、秀水鄉等地；分別奉請「二上帝」於溪湖尾厝庄興建「玄天宮」、「三上帝」則被分請至秀水惠來厝，創建「三聖宮」。埔鹽順澤宮、溪湖玄天宮與惠來三聖宮互為兄弟廟，三廟廟宇管理委員皆有定期聯誼聚會，長期以來往來十分密切。

## 建築
埔鹽順澤宮歷史悠久，歷經多次重建，現今之廟貌動工於民國85年（1996年），民國87年（1998年）竣工，同年入火安座。
民國87年（1998年）落成的順澤宮，從廟階、地磚、牆壁、走廊、廟柱等，皆採用石材堆砌築成。此外，三川殿的廟門則使用實木樟木一體雕製，斗栱木作悉由榫接工法，廟內壁畫、雕刻、剪黏、彩繪等無不考究經典，施作更十分精緻。總體而言，埔鹽順澤宮係以「石材」為基底、「木作」為雕飾的廟宇，可謂氣勢恢弘、匠心獨具。現今順澤宮不僅單單是埔鹽村的信仰中心，亦是當地社區營造的重要據點。

## 文物
埔鹽順澤宮奉有一尊玄天上帝泥塑神像，歷史可追溯於民國37年（1948年），當時順澤宮廟身焚毀於祝融肆虐（據傳為「水神燒廟」，乃是因當時旱災嚴重，玄天上帝假扮水神借雨，惹令水神不快，所以報復燒廟），現場夷為一片平地，重起廟宇時便再塑此一泥塑神像，保留迄今，已有超過半世紀的歷史。

## 宮廟帽爆紅
2019年9月8日，法国尼斯舉辦的世界半程鐵人三項錦標賽，來自挪威的選手古斯塔夫·艾登以3小時52分35秒的成績，在這場集結世界各地共3690名三鐵好手的競賽中，脫穎而出、一舉奪下冠軍。而伊登在賽事終點壓線、振臂高呼之際，頭戴以中文字書寫的「埔鹽順澤宮」帽子意外吸引眾人目光，引發熱烈討論。台灣FOX體育台記者侯以理賽後遂專訪伊登，伊登表示該頂帽子是在日本東京參加測試賽時偶然於街頭拾獲，當時僅覺得帽子很酷，「也許有種神秘的力量」，所以戴上它參賽，隱約知道來自台灣而已，但並不清楚帽面上中文字的意思。
伊登的專訪即順澤宮聲名大噪，埔鹽鄉長許文萍便公開邀請伊登選手一同參訪順澤宮，彰化縣長王惠美也大力邀請伊登來台灣參加彰化縣2019年10至12月的马拉松嘉年華活動。
此外，當伊登戴宮廟帽奪冠畫面傳出之後，乃有人謂之為「冠軍帽」，台灣開始有許多民眾向順澤宮索取「廟帽」，一時之間供不應求，廟方只得加緊趕製，現場開放民眾登記索取。
2020年9月20日，伊登再度戴著此帽參加位於德國拉廷根的鐵人三項錦標賽，並以綜合1:37:49的成績奪得分組冠軍。
2022年7月25日，伊登（Gustav Iden）順利奪得PTO加拿大公開賽冠軍。
2022年10月9日，伊登在夏威夷舉辦的三鐵世界錦標賽（2022 Ironman World Championship）取得金牌，並以7小時40分24秒的成績打破大會先前由德國選手弗勒德諾（Jan Frodeno）所創下的記錄。

## 大眾交通
抵達埔鹽順澤宮的大眾交通方式可乘車至彰化火車站下車，需步行十分鐘左右抵達員林客運彰化站，並選擇終點站為彰化縣二林鎮或雲林縣西螺鎮的班次，在埔鹽站下車（車程約半小時），再循指標步行五分鐘，即可抵達順澤宮。

## 圖輯

埔鹽順澤宮
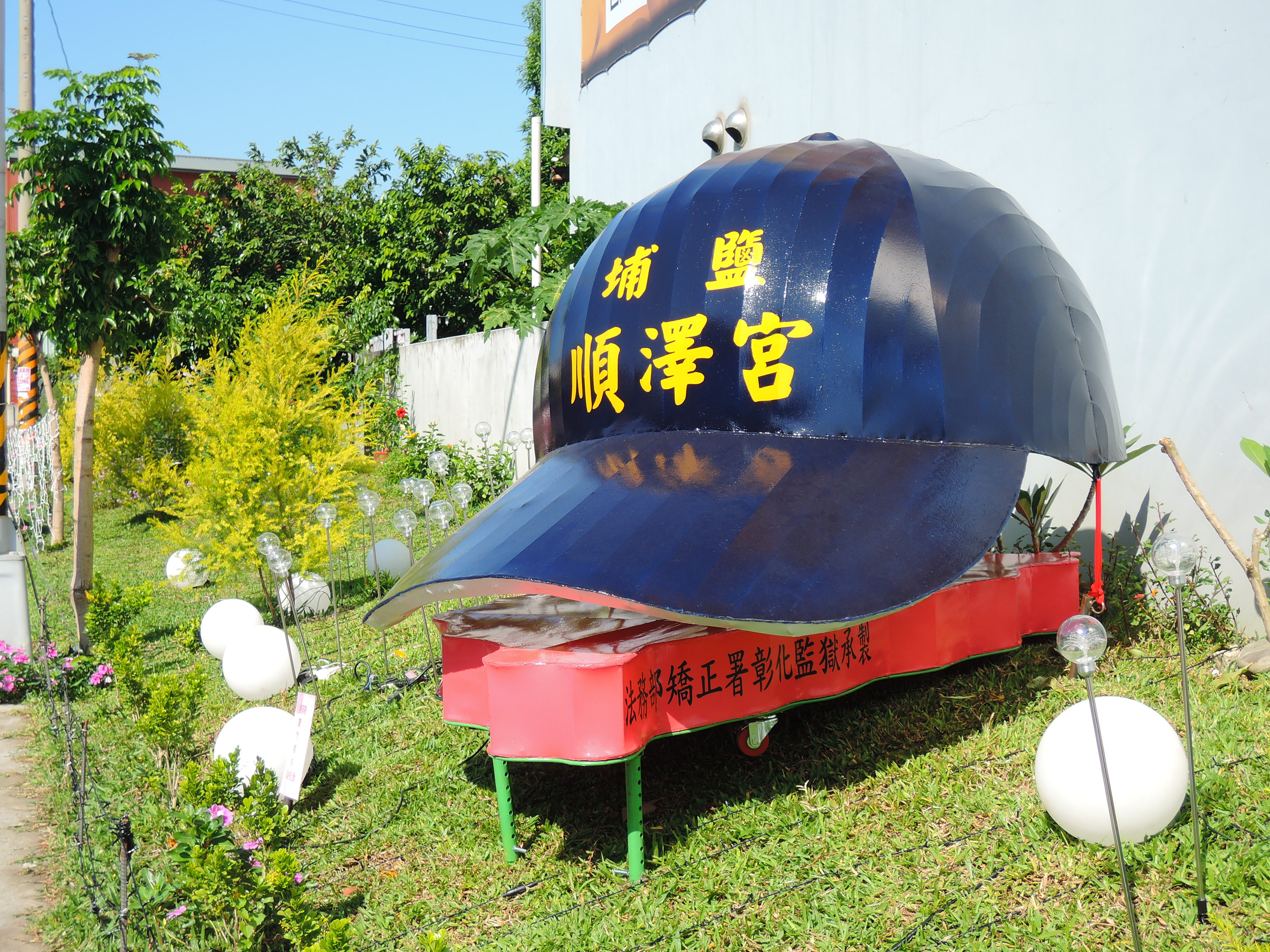
宮帽造景
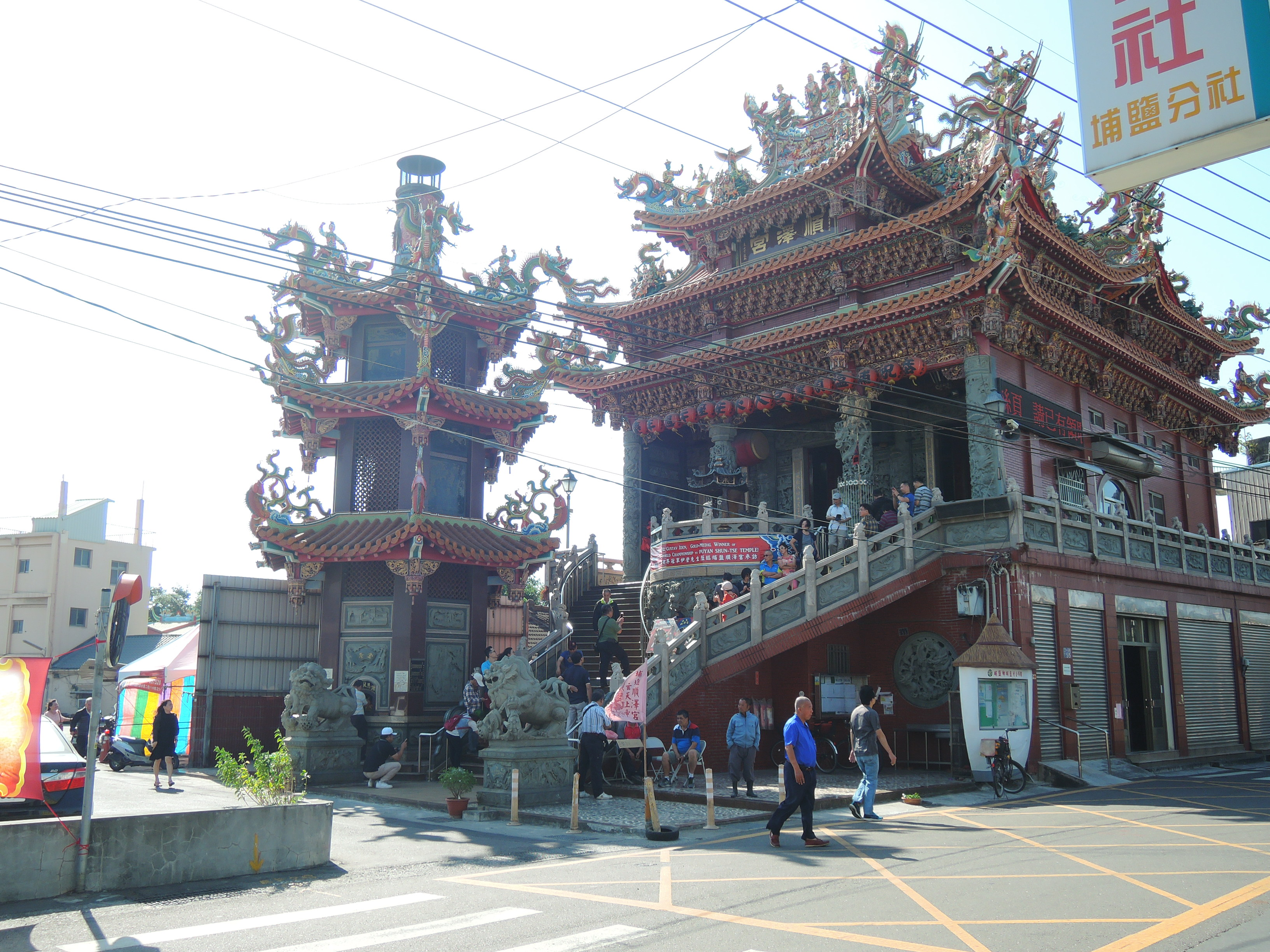
廟宇外觀
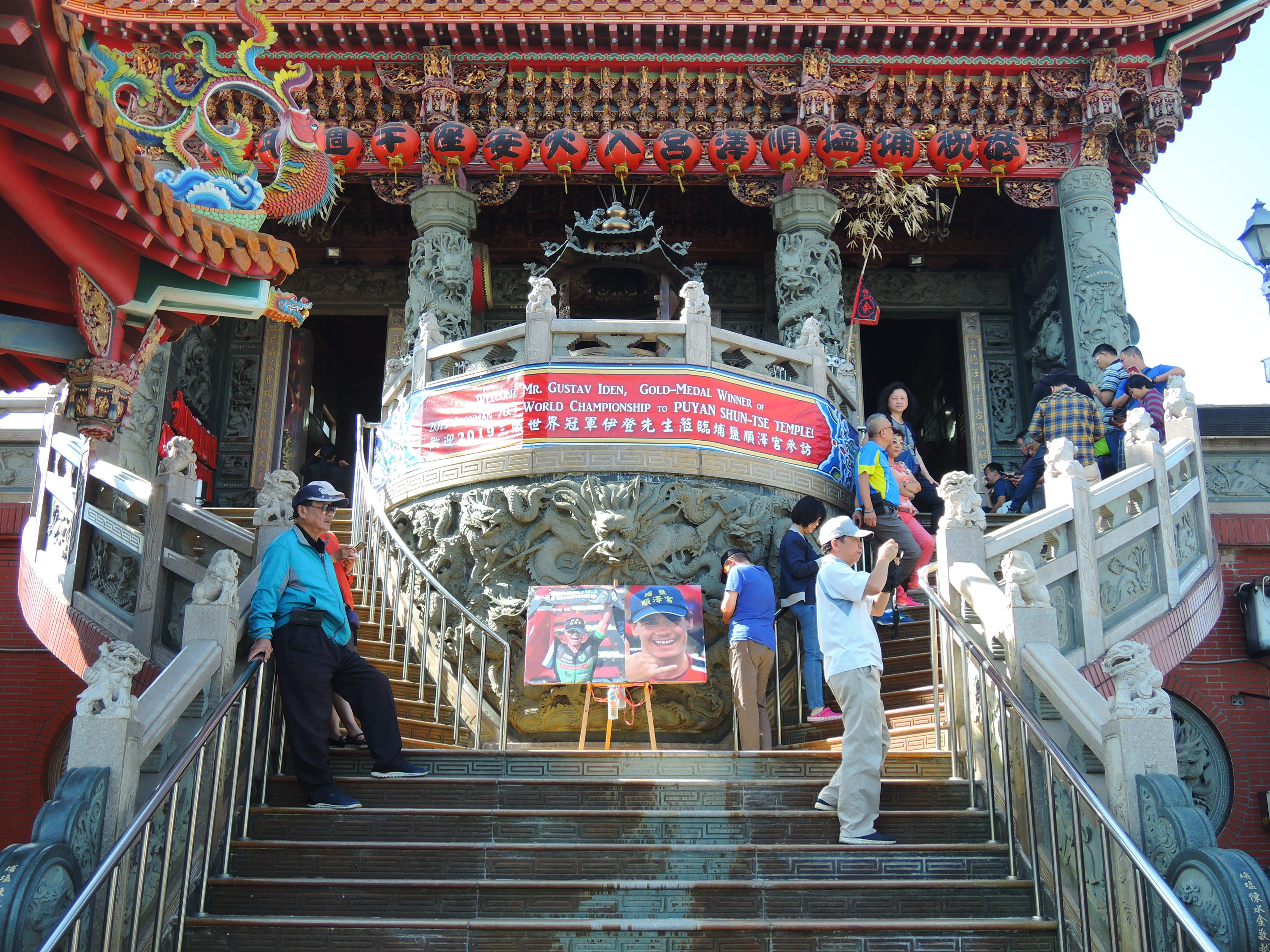
廟宇階梯
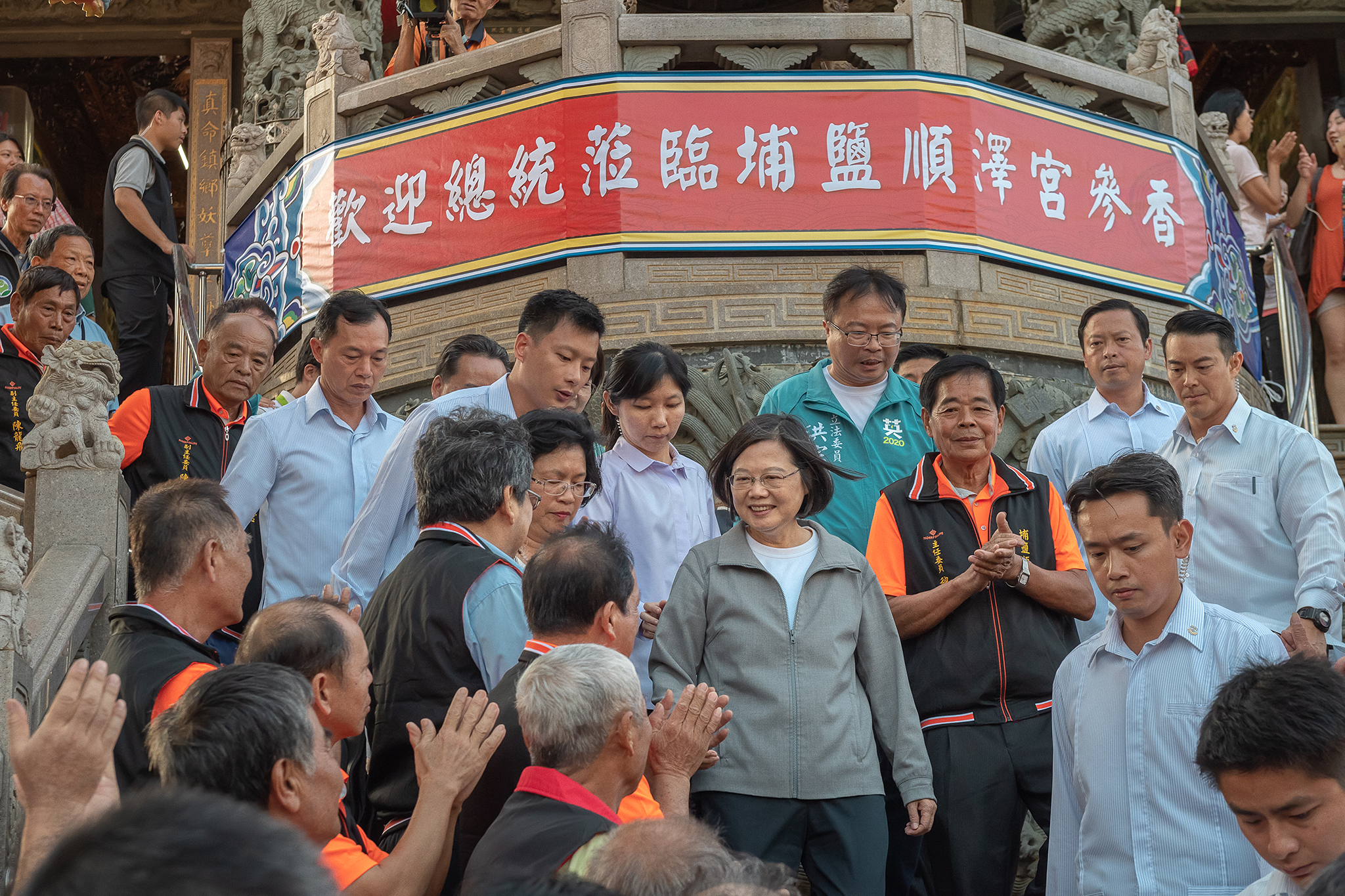
蔡英文參拜順澤宮（2020年）
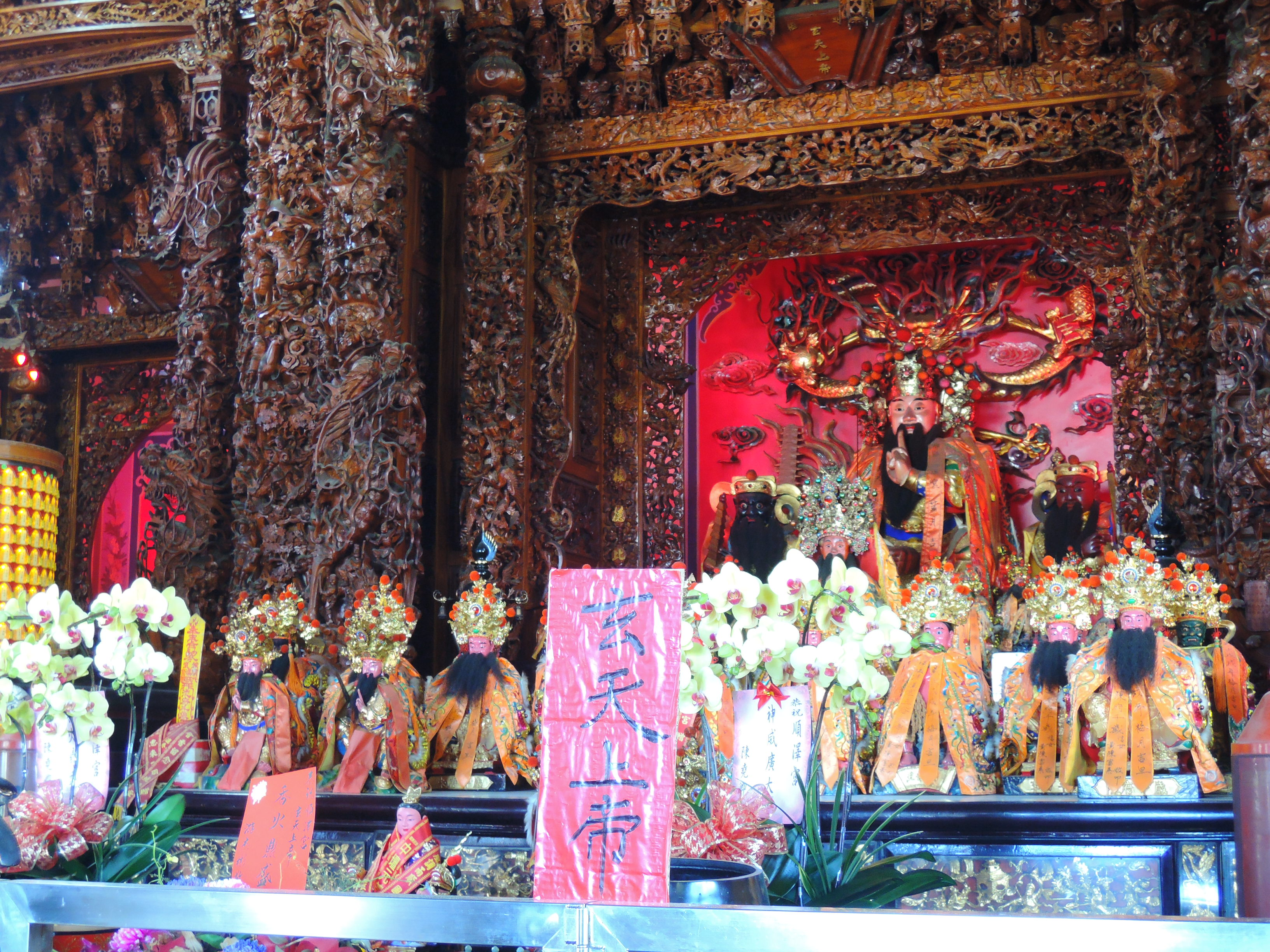
玄天上帝與諸神像
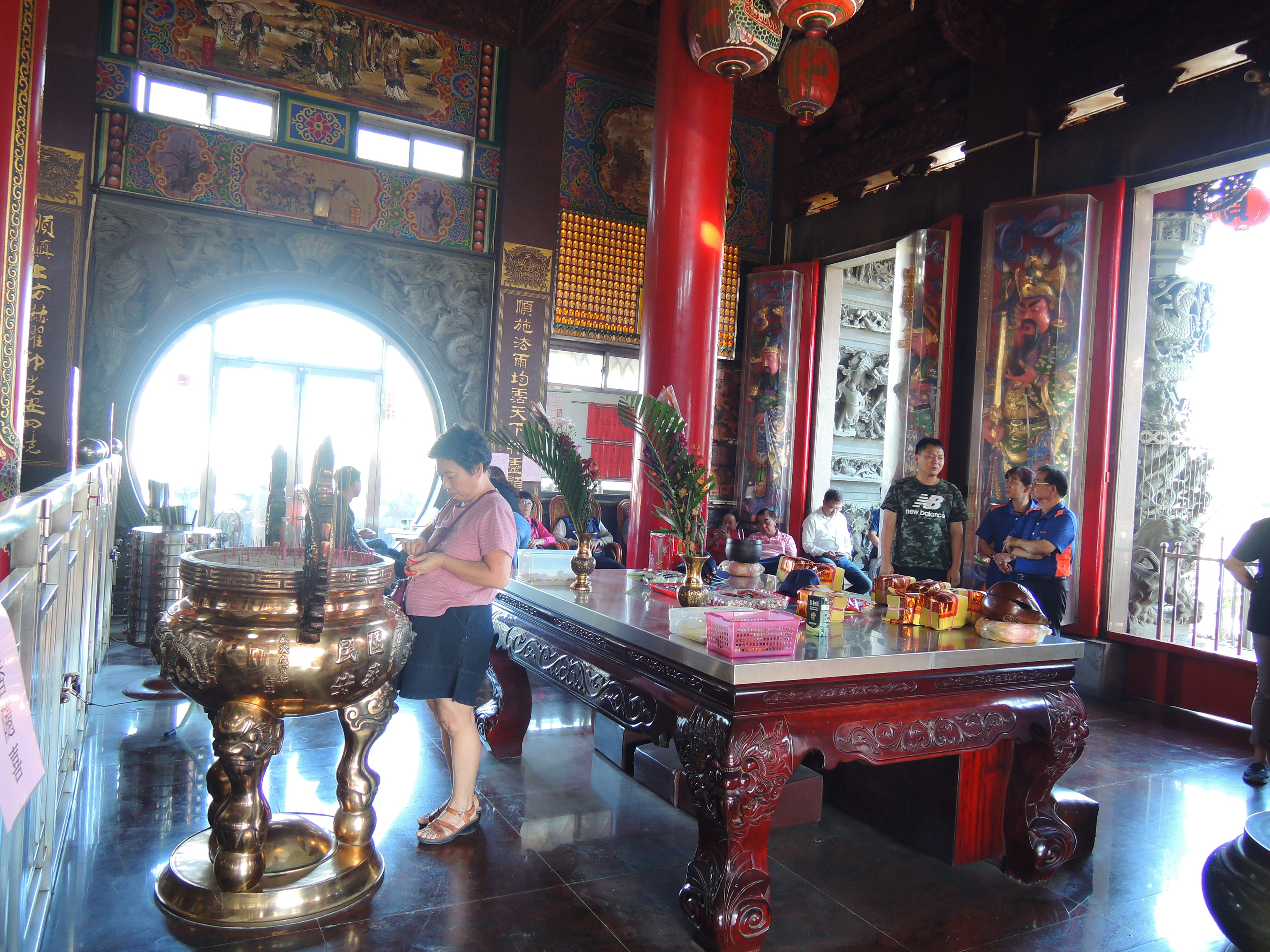
神明廳與香客

## 外部連結
- . 埔鹽順澤宮.   [2019-09-12]. （原始内容存档于2019-09-10） （中文（臺灣））.
- 埔鹽順澤宮的Facebook專頁